# 독일 독립사회민주당

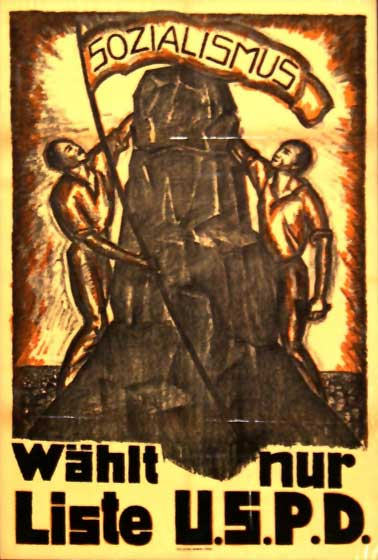
1919년 USPD 선거 포스터.

독일 독립사회민주당(獨逸獨立社會民主黨, 독일어: Unabhängige Sozialdemokratische Partei Deutschlands, USPD 운아브헤기게 조치알데모크라티셰 파르타이 도이칠란트, 우에스피디[*])은 독일 제국 몰락기와 바이마르 공화국 시대에 존재한 마르크스주의 정당이다. 이 정당은 독일 최초의 코민테른 지부였으며, 독일 공산당의 전신으로 여겨지고 있다.

## 역사
독일 독립사회민주당은 1917년 독일 사회민주당의 전쟁 지원 정책에 반발하며 탈당한 평화주의 사회민주당원들이 설립했으며, 제1차 세계 대전을 비판하는 반전 운동을 벌였으며, 종전과 평화협정을 촉구하였다. 
1918년 정당은 구시대적인 전제군주제 폐지와 소비에트 수립을 내세웠고 그 결과 독일 11월 혁명의 지도 세력으로 부상해 독일 제국을 무너뜨리고 바이마르 공화국을 세웠다. 한편 바이마르 공화국 수립 이후 로자 룩셈부르크와 같은 좌파 공산주의자들은 스파르타쿠스단을 결성해 무장봉기를 일으켰다. 
1920년 치러진 독일 총선거에서 독립사회민주당은 우익 세력을 물리치고 원내 제2당으로 등극하는 쾌거를 거두었으나, 코민테른 가입 여부를 두고 당 내부에서 격렬한 논쟁이 벌어졌고 급진파가 승리했으나 온건파가 급진파들을 기습 추방하면서 당이 분열되었다.
에른스트 탈만을 필두로 한 급진파들은 스파르타쿠스 봉기 과정에서 형성된 독일 공산당에 합류하였고, 다수파인 급진파의 이탈로 인해 독일 독립사회민주당은 더 이상 명맥을 유지할 수 없게 되었다. 
심지어 잔류를 선택한 온건파마저 대부분 사회민주당으로 이탈해 버렸고, 결국 독일 독립사회민주당은 1931년 독일 사회민주당에 흡수되어 소멸하였다.

## 역대 선거 결과
| 선거        | 지도자                                  | 득표수          | %     | 의석수   | +/–  |
| ----------- | --------------------------------------- | --------------- | ----- | -------- | ---- |
| 1919        | 휴고 헤세                               | 2,317,290 (5위) | 7.62  | 22 / 423 | New  |
| 1920        | 아르투르 크리스피엔                     | 5,046,813 (2위) | 17.90 | 84 / 459 | 62   |
| 1924년 5월  | 게오르그 레데부르 테오도어 리프크네히트 | 235,145 (13위)  | 0.79  | 0 / 472  | 84   |
| 1924년 12월 | 게오르그 레데부르 테오도어 리프크네히트 | 98,842 (14위)   | 0.32  | 0 / 493  | 보합 |
| 1928        | 게오르그 레데부르 테오도어 리프크네히트 | 20,815 (25위)   | 0.06  | 0 / 491  | 보합 |
| 1930        | 게오르그 레데부르 테오도어 리프크네히트 | 11,690 (22위)   | 0.03  | 0 / 577  | 보합 |

## 독립사회민주당의 주요 인물들
- 에밀 바르트
- 에두아르트 베른슈타인
- 아르투어 크리스핀
- 빌헬름 디트만
- 쿠르트 아이스너
- 후고 하아제
- 카를 카우츠키
- 게오르그 레데부르
- 카를 리프크네히트
- 테오도어 리프크네히트
- 로자 룩셈부르크

## 같이 보기
- 독일 사회민주당
- 독일 11월 혁명
- 독일 공산당
- 스파르타쿠스단

1. ↑  https://books.google.co.kr/books?id=exMn24SA7fMC&pg=PA755&redir_esc=y#v=onepage&q&f=false